# Leptir mašna (biologija)
U biološkim naukama, termin leptir mašna (naziv izabran zbog oblika) je nedavni koncept koji pokušava da pronikne u suštinu nekih operacionih i funkcionalnih struktura uočenih u biološkim organizmima i drugim vrstama kompleksnih i samoorganizujućih sistema. Generalno, arhitekture leptir mašne se odnose na uređene i ponavljajuće strukture koje su često u osnovi kompleksnih tehnoloških ili bioloških sistema, i koje imaju sposobnost da im pruže balans između efikasnosti, robustnosti i evolvibilnosti. Drugim rečima, leptir mašne su sposobne da uzmu u obzir veliku raznovrsnost inputa (koje usmeravaju ka čvoru), i da prikažu da znatno manja raznovrsnost u protokolima i procesima (čvor) može da razradi te impute, i konačno da se formira ekstremno heterogena raznovrsnost izlaza. Ove arhitekture stoga upravljaju velikim opsegom inputa putem srži (čvora) koji se sastoji od ograničenog broja elemenata. U takvim strukturama, inputi se prenose u neku vrstu levka, prema sintetičkoj srži, gde oni bivaju uredno organizovani i obrađeni pomoću protokola, i odakle se zatim propagira mnoštvo izlaza, ili responsa.
Prema Ksetu i Dojlu, leptir mašne imaju sposobnost da optimalno organizuju fluksove mase, energije, signala u sveukupnu strukturu koja se prisilno bavi veoma fluktuirajućim i „neurednim” okruženjem. Sa biološke perspektive, leptir mašna upravlja velikim uplivom stimulusa (inputa), ona sadrži „komprimovano” jezgro, i izražava obrađene unose u vidu velikog broja mogućih fenotipa, i produkata metabolizma. Arhitekture leptir mašne su uočene u strukturnoj organizaciji na različitim skalama živih i evoluirajućih organizama (npr. u bakterijskim metaboličkim mrežama) kao i u tehnološkim i dinamičkim sistemima (npr. Internet). Postoje indikacije da arhitektura leptir mašne ima sposobnost posredovanja u razmeni između robustnosti i efikasnosti, uz istovremeno pružanje mogućnosti sistemu da evoluira. Nasuprot tome, ta ista efikasna arhitektura može da bude podložna i osetljiva na slabosti usled specifičnih promena, perturbacija, i fokusiranih napada usmerenih na temeljni skup modula i protokola. Arhitektura leptir mašne je jedna od nekoliko različitih struktura i funkcionalnih principa koje živa materija primenjuje u ostvarivanju samoorganizacije i efikasne eksploatacije dostupnih resursa.